# Comic Cavalcade
Comic Cavalcade foi uma revista em quadrinhos de antologia publicada originalmente nos Estados Unidos pela DC Comics de 1942 a 1954.

## Publicação original
A maioria das editoras estadunidense de revistas em quadrinhos da Era de Ouro dos Quadrinhos da década de 30 e 40, publicaram títulos de antologia que apresentavam uma variedade de personagens, geralmente com uma estrela — como o Lanterna Verde na All-American Comics ou a Mulher-Maravilha na Sensation Comics. Comic Cavalcade, no entanto, mostrava ambos os personagens protagonistas, além do Flash, estrela em seu próprio título, bem como no spin-off All-Flash.
Inicialmente com 96 páginas, Comic Cavalcade era bem maior que as revistas em quadrinhos da época e custava 15 centavos de dólar, enquanto que o preço médio dos gibis da época era 1 centavo de dólar. Muitas histórias da Comic Cavalcade foram escritas por roteiristas regulares de outros personagens, por motivos de prazo. O escritor do Batman, Bill Finger, por exemplo, ocasionalmente escreveu histórias do Flash para a Comic Cavalcade quando o escritor regular do Flash, Gardner Fox, estava engajado em outros projetos.
Um personagem que não era super-herói introduzido na Comic Cavalcade foi o misterioso Johnny Periln na edição #19 (fevereiro de 1947). Suas origens, antes dessa primeira aparição, vieram da história "Just a Story" na edição #15 (julho de 1946), pelo escritor-artista Howard Purcell. Na edição #22 (setembro de 1947), a série antológica "Just a Story" tinha Peril como testemunha ou narrador, e não mais como parte integrante da narrativa. O personagem passou a aparecer em sua própria série na All-Star Comics, Danger Trail e Sensation Comics por volta de 1953. Ele retornou na Era de Prata dos Quadrinhos em 1958, na The Unexpected.
Inicialmente publicado trimestralmente, o título passou a ser quinzenal a partir da edição #14 (abril–maio de 1946). Com a renovação completa na edição #30 (dezembro–janeiro de 1948), passou a ser uma revista de humor com tema funny-animal quando os super-heróis perderam sua popularidade na era do pós-guerra. O tamanho do gibi por esse tempo já era de 76 páginas.
O título seria posteriormente referenciado na série da DC da década de 70, Cancelled Comic Cavalcade.